# 達許柏林
達許柏林（Dash Berlin），是一個荷蘭三人電子音樂組合，成員有傑弗瑞·蘇托里歐斯（Jeffrey Sutorius）、伊爾克·卡爾伯格（Eelke Kalberg）和塞巴斯提安·莫里今（Sebastiaan Molijn)，其中傑弗瑞是負責現場表演，伊爾克與塞巴斯提安是負責音樂製作。該組合主要製作出神音樂及浩室音樂、DJ表演。達許柏林在2009年創立了電音公司阿羅帕（Aropa），屬於Armada公司旗下。達許柏林在2012年DJ雜誌票選得到第七名的殊榮。2021年Jeffrey Sutorius宣布離開Dash Berlin ，2022年Dash Berlin加入了新的成員 Ryan Fieret。

## 歷史
傑弗瑞·蘇托里歐斯早年就很喜歡電子音樂，在唱片行工作時蒐集很多出神音樂的黑膠唱片。傑弗瑞和伊爾克·卡爾伯格、塞巴斯提安·莫里今在2006年組成達許柏林。
2007年，達許柏林出了第一首歌《Till The Sky Falls Down》，轟動出神音樂界，Armada公司的阿曼·凡·布倫立即簽下這首歌與達許柏林於Armada旗下。
2009年，發行《Waiting》，得到了IDMA的Best High Energy Track獎項。2010年，達許柏林進入《DJ雜誌》百大DJ 15名，得到進榜最高名次的獎項。2011年，進步到第八名。2012年，達許柏林出的歌曲《Better Half Of Me》得到IDMA 的 "Best Trance Track"，當年的《DJ雜誌》票選再進步到第七名。
2013年，歌曲《When You Were Around》得到 IDMA 的 "Best Trance Track"。
2018年，傑弗瑞發現 伊爾克·卡爾伯格 、塞巴斯提安·莫里今 以及所屬公司 Vanderkleij Agency 用他們的名義登記了 達許柏林 的相關權利，而這可能會讓他無法再以這個名義演出,再加上近年來公司管理不當並且時常忽視他的要求，於是提起了商標官司之訴訟。
2021年，傑弗瑞因商標官司敗訴，於是離開達許柏林，開啟了另一段職業生涯。
2022年，達許柏林加入了新成員萊恩·菲雷特(Ryan Fieret)，由他來擔任幕前DJ的職位，伊爾克·卡爾伯格及塞巴斯提安·莫里擔任幕後的作詞、作曲及編曲等工作......。

## 專輯
- The New Daylight (2009)
- musicislife (2012)
- musicislife (deluxe) (2013)
- WE ARE (part 1 ) (2014)
- WE ARE (part 2 ) (2017)

## 合輯/混音
- 2008 Worldwide Trance Sounds - Mixed and compiled by Dash Berlin
- 2008 Worldwide Trance Sounds Vol. 4 - Mixed and compiled by Dash Berlin
- 2009 Armada Night "The After" - Mixed and compiled by Dash Berlin
- 2010 United Destination 2010 - Mixed and compiled by Dash Berlin
- 2011 United Destination 2011 - Mixed and compiled by Dash Berlin
- 2012 United Destination 2012 - Mixed and compiled by Dash Berlin

## 外部連結
- Dash Berlin World （页面存档备份，存于）
- Dash Berlin Facebook （页面存档备份，存于）
- Youtube （页面存档备份，存于）
- Twitter （页面存档备份，存于）
- Beatport （页面存档备份，存于）
- Soundcloud （页面存档备份，存于）